# Eudistoma mexicanum
Eudistoma mexicanum är en sjöpungsart som först beskrevs av Van Name 1945.  Eudistoma mexicanum ingår i släktet Eudistoma och familjen Polycitoridae. Inga underarter finns listade i Catalogue of Life.